# Letteratura franco-italiana
La letteratura franco-italiana, conosciuta anche come letteratura franco-veneta, indica il complesso delle opere scritte nel Duecento e nel Trecento in Italia settentrionale in una lingua che su una base francese innesta elementi fonetici, morfologici, lessicali e sintattici italiani, e più particolarmente veneti, e che per questo motivo è chiamata lingua franco-veneta.

## Origine e sviluppo
Nei secoli XIII e XIV si assiste alla rapida espansione della lingua e della letteratura francese in Europa e nel Mediterraneo per un intreccio di motivi politici, commerciali e culturali diversi. Se le crociate, i pellegrinaggi e le rotte mercantili favorirono l'esportazione del francese soprattutto verso il Levante mediterraneo, l'indiscusso prestigio della letteratura oitanica ne rese più capillare e profonda la penetrazione in tutti i principali centri culturali europei.
All'interno dell'espansione della lingua e letteratura francese può essere ritagliato il fenomeno del franco-italiano. La letteratura franco-italiana è il frutto di un complesso processo di contaminazione culturale che scaturisce dalla diffusione in Italia settentrionale delle opere in lingua d'oïl. La ricezione di questa letteratura in Lombardia, Veneto ed Emilia Romagna innesca un singolare processo di assimilazione e di rielaborazione dei contenuti, della lingua e dei generi transalpini che dagli inizi del Duecento si protrarrà fino alla fine del Quattrocento.
La vicinanza dei dialetti italiani settentrionali al francese, il suo prestigio come lingua della letteratura, il desiderio di rendere i testi più chiari anche a un pubblico non francofono sono tutti fattori che hanno influito nella nascita di questo fenomeno letterario. Se i modelli cortesi e cavallereschi del roman e della chanson de geste sono importati in molti paesi e in altre parti d'Italia attraverso traduzioni e rielaborazioni nelle lingue locali, l'area padana si distingue per il mezzo espressivo adottato, il mistilinguismo. Nulla di analogo si registra per la lirica trobadorica dell'Italia settentrionale che, oltre agli schemi ideologici, ai contenuti e alle strutture formali, si serve della stessa lingua d'oc dei modelli.
La letteratura franco-italiana comincia a manifestarsi in Italia settentrionale nella prima metà del XIII sec. (il Livre d’Enanchet è stato scritto nella prima metà del XIII secolo) e la sua vitalità si esaurisce intorno al XV secolo con la copia torinese dell'Huon d'Auvergne (1441). L'ultimo testo originale della tradizione franco-italiana a noi giunto è l'Aquilon de Bavière di Raffaele da Verona, che è stato scritto tra il 1379 e il 1407.

## Opere
I testi che ne costituiscono il corpus appartengono per lo più al genere epico, ma non mancano testi di natura religiosa e didattica. La loro lingua è alquanto varia. Si va da opere scritte in un francese molto corretto, nel quale si percepisce appena l'influenza del sostrato dialettale italiano (soprattutto veneto), a testi scritti in una vera e propria Mischsprache, nella quale il francese e il dialetto convivono in un equilibrio dinamico.
L'opera principale di questa letteratura è probabilmente l'Entrée d’Espagne, attribuita a un anonimo scrittore padovano, ma secondo alcune ricerche la prima versione de Il Milione di Marco Polo e Rustichello da Pisa potrebbe essere stata redatta in franco-veneto.
Altre opere note sono Karleto, in cui si narra l'infanzia di Carlo Magno, e la Prise de Pampelune, attribuito a Niccolò da Verona, vissuto nel XIV secolo.